# Hjertetågen
Hjertetågen, også kaldet IC 1805, er en stjernetåge med en afstand på 7500 lysår i stjernebilledet Cassiopeia.
| Astronomi | Spire Denne artikel om astronomi er en spire som bør udbygges. Du er velkommen til at hjælpe Wikipedia ved at udvide den. |

Koordinater:  02h 33m 22.0s, +61° 26′ 36.0″